# KkStB 76
Die kkStB 76 war eine Güterzug-Schlepptenderlokomotivreihe der österreichischen k.k. Staatsbahnen kkStB, deren Lokomotiven ursprünglich für die Arlbergbahn beschafft wurden.
Als für die gerade fertiggestellte Arlbergbahn geeignete Lokomotiven gebraucht wurden, griff man die Idee eines Wettbewerbs wie 1851 bei den ersten Semmeringlokomotiven wieder auf.
Es gab eine Ausschreibung, an der sich die Wiener Neustädter Lokomotivfabrik, die Lokomotivfabrik Floridsdorf und Krauss in München beteiligten.
Die Krauss-Lokomotiven wurden als Reihe kkStB 78 eingeordnet, die Floridsdorfer bildeten die Reihe kkStB 79.
Die Neustädter Maschinen schließlich wurden kkStB 76.01–04.
Diese 1884 gelieferten Lokomotiven hatten Außenrahmen und Innensteuerung und entsprachen von den drei Konkurrenz-Reihen noch am besten.
Allerdings überschritten sie die Profilgrenzen.
Am Arlberg setzte sich jedoch schließlich die Reihe 73 durch.
Die 76er wurden im Verschub in Wörgl, Feldkirch, Salzburg und in Bischofshofen eingesetzt.
Nach dem Ersten Weltkrieg kamen die vier Lokomotiven dieser Reihe zur BBÖ, die sie bis 1929 ausmusterte.